# Chant Down Babylon
Chant Down Babylon è un album di remix del cantautore giamaicano Bob Marley, pubblicato il 16 novembre 1999.

## Tracce
1. No More Trouble (feat. Erykah Badu) – 4:51
2. Rebel Music (3 O'Clock Roadblock) (feat. Krayzie Bone) – 3:29
3. Johnny Was (feat. Guru) – 4:19
4. Concrete Jungle (feat. Rakim) – 4:12
5. Rastaman Chant (feat. Busta Rhymes e Flipmode Squad) – 4:18
6. Guiltiness (feat. Lost Boyz e Mr. Cheeks) – 3:53
7. Turn Your Lights Down Low (feat. Lauryn Hill) – 5:46
8. Jamming (feat. MC Lyte) – 4:08
9. Kinky Reggae (feat. The Marley Brothers e The Ghetto Youths Crew) – 3:53
10. Roots, Rock, Reggae (feat. Steven Tyler e Joe Perry) – 4:05
11. Survival a.k.a. Black Survivors (feat. Chuck D) – 3:50
12. Burnin' and Lootin' (feat. The Roots e Black Thought) – 4:52

## Classifiche

### Classifiche settimanali
| Classifica (1999-00) | Posizione massima |
| -------------------- | ----------------- |
| Austria              | 49                |
| Francia              | 15                |
| Germania             | 66                |
| Norvegia             | 14                |
| Nuova Zelanda        | 6                 |
| Paesi Bassi          | 29                |
| Regno Unito          | 95                |
| Stati Uniti          | 60                |
| Svezia               | 30                |
| Svizzera             | 23                |

### Classifiche di fine anno
| Classifica (2000) | Posizione |
| ----------------- | --------- |
| Nuova Zelanda     | 41        |
| Stati Uniti       | 181       |